# Harold Bergman
Harold Everett Bergman (* 19. April 1919 in Milwaukee; † 1. Februar 2019 in Miami) war ein US-amerikanischer Schauspieler und Stuntman.

## Leben
Bergman war sowohl als Stuntman als auch als Schauspieler tätig, allerdings nur in Nebenrollen.
Er starb am 1. Februar 2019 im Alter von 99 Jahren, knapp zwei Monate vor seinem 100. Geburtstag.

## Filmografie (Auswahl)

### Kino
- 1980: Der letzte Countdown (The Final Countdown)
- 1980: Der Supercop
- 1981: Nobody's Perfekt
- 1983: Bud, der Ganovenschreck
- 1983: Zwei bärenstarke Typen
- 1983: A Night in Heaven
- 1984: Harry & Sohn
- 1984: Vier Fäuste gegen Rio
- 1985: Cocoon
- 1985: Zurück aus der Vergangenheit (The Heavenly Kid)
- 1985: Die Miami Cops
- 1986: The Whoopee Boys – giuggioloni e porcelloni (The Whoopee Boys)
- 1986: Aladin (Superfantagenio)
- 1988: Cocoon II – Die Rückkehr (Cocoon: The Return)
- 1991: Off and Running
- 1992: Le Grand Pardon II
- 1993: Walter & Frank – Ein schräges Paar (Wrestling Ernest Hemingway)
- 1994: Radioland Murders – Wahnsinn auf Sendung (Radioland Murders)
- 1994: Wreckage

### Fernsehen
- 1980: The Ordeal of Dr. Mudd – TV-Film
- 1982: Gloria Vanderbilt – TV-Film
- 1984–1985: Miami Vice – TV-Serie, 2 Episoden
- 1989: L'uomo che volevo (Roxanne: The Prize Pulitzer) – TV-Film
- 1989: B.L. Stryker (B.L. Stryker) – TV-Serie, 1 Episode
- 1990: Prova d'innocenza (Somebody Has to Shoot the Picture) – TV-Film
- 1991: American Playhouse – TV-Serie, 1 Episode
- 1992: I misteri della laguna (Swamp Thing) – TV-Serie, 1 Episode
- 1993: Il prezzo della verità (A Mother's Right: The Elizabeth Morgan Story) – TV-Film
- 1993: Key West – TV-Serie, 1 Episode
- 1993: Matlock – TV-Serie, 1 Episode
- 1993: Miami Beach (South Beach) – TV-Serie, 1 Episode
- 1993: Moon Over Miami – TV-Serie, 1 Episode
- 1993: Staying Afloat – TV-Film
- 2000: Dawson’s Creek – TV-Serie, 1 Episode